# Чурапчински рејон
Чурапчински рејон или Чурапчински улус (рус. Чурапчинский район) је један од 34 рејона Републике Јакутије у Руској Федерацији. Налази се у централном дијелу Јакутије и заузима површину од 12.600 км².
Већина рејона лежи на Приленском платоу. Кроз рејон протиче ријека Амга, а постоје и многа језера, од којих је највеће језеро Чурапча, по коме рејон и носи име.
Зиме су изузетно хладне, а просечна јануарска температура је - 42 °C.
Овај рејон је био један од најнасељенији у Јакутији прије Другог свјетског рата. Међутим, током рата је доживио Чурапчинску трагедију од стране власти СССР, у којој је страдало више од половине становника.
По попису из 2010. рејон је имао 20.250 становника. Становници су већином Јакути (97%).